# Søvnapnø
Søvnapnø (græsk: apnø = ingen vind) er en lidelse, der påvirker vejrtrækningen under søvn. Vejrtrækningen standser i 10 til 60 sekunder. Det bevirker, at der ikke kommer ilt nok til hjernen, og man vågner. 
Personer med søvnapnø snorker ofte kraftigt og ligger uroligt under søvnen. Mellem snorkene kommer der blokeringer i vejrtrækningen, der skyldes, at den bløde gane og også tungen falder tilbage i svælget og lukker for lufttilførslen. Når vejrtrækningen genoptages, forekommer en kort – overvejende ubevidst – opvågnen. Det bevirker, at personen ikke kan få en længerevarende dyb søvn og derfor får ødelagt et normalt søvnmønster. Efter en nat med søvnapnø kan man vågne med tør mund og med klæbende læber.
Sygdommen rammer dobbelt så mange mænd som kvinder, og ubehandlet sygdom kan give depression, træthed, dårlig hukommelse, trafik- og arbejdsulykker, koncentrationsbesvær, nedsat arbejdsevne, nedsat libido hos kvinder og impotens hos mænd, samt forhøjet blodtryk og apopleksi.
Ca. 60 % af alle patienter, der indlægges med blodprop i hjernen, lider også af en ubehandlet søvnapnø.

## Behandling af søvnapnø
Den eneste behandling, der med sikkerhed virker, er C-PAP (Continuous Positive Airway Pressure), der sikrer et højt luftvejstryk. Dette gøres ved en tætsluttende ansigtsmaske, der via en luftslange er koblet til en lille luftblæser. Herved blæses luft ned i svælget, hvor der opstår et lille overtryk, som holder luftvejene åbne. Åndedrættet og iltforsyningen bliver normaliseret: uforstyrret søvn kan opretholdes, og snorkelyde og vejrtrækningspauser ophører. Behandlingen gennemføres hver nat, og energien vender tilbage.
Prognosen for overlevelse med CPAP-behandling er høj, og der er ofte mulighed for fuld restitution, hvis sygdommen blot opdages og tages alvorligt i tide.
Hvis patienten derimod er kommet for sent i C-PAP-behandling, kan iltmanglen (hypoksi) have påført hjernen skade, der medfører en kronisk tilstand med svigtende indlæringsevne og forringet koncentrationsevne og korttidshukommelse. Som hos patienter, der har pådraget sig en senhjerneskade, fordi hjernen i nogle minutter ikke har fået tilstrækkelig ilt. Det der er specielt ved hjerneskade og søvnapnø, er, at mange patienter går rundt med en mindre hjerneskade.  
Sygdommen skyldes to genetiske arvelige faktorer, der forekommer hos 2 % af alle kvinder og 4 % af alle mænd.
De gener er typiske for en livstruende karakter omkring 40-50 årsalderen, uanset om patienten er overvægtig eller ej. 
Hos patienter, der er ekstremt overvægtige, kan selve kropsvægten være årsag til sygdommen, og her kan der ske en bedring i tilstanden ved en vægtreduktion.
Mennesker med uopdaget søvnapnø bliver ressourcemæssigt svækket, og derved bliver familiens indsats for at sikre diagnose og behandling ofte den afgørende faktor, der redder livet på den oftest intetanende søvnapnøpatient. Tab af arbejdsevnen og evnen til at indse at man er alvorligt syg, kan den ramte ikke overskue. Patienten oplever blot et uforklarligt stigende kaos i såvel familie- som arbejdsliv.
CPAP-Behandlingen er livsvarig og kan ikke erstattes af medicin. Spontan helbredelse hos normalvægtige er ukendt.